# 福格特伦迪舍斯奥伯兰

2012年12月31日，市镇福格特伦迪舍斯奥伯兰解散，绿色部分并入措伊伦罗达-特里伯斯，黄色部分并入格赖茨

福格特伦迪舍斯奥伯兰（德語：Vogtländisches Oberland，發音：[ˈfoːktlɛndɪʃəs ˈoːbɐlant]，意为“福格特兰的高地”）是德国图林根州格赖茨县曾经的一个市镇，面积71.62平方千米，2011年12月31日人口为2,851人。该市镇于1999年7月1日由市镇阿恩斯格林、贝恩斯格林、科森格林、霍恩多夫、珀尔维茨和申巴赫合并而成。2012年12月31日，该市镇解散，科森格林、霍恩多夫（包括加布劳、莱宁根、潘斯多夫和特雷姆尼茨）、申巴赫以及阿恩斯格林的奥伊本贝格并入市镇格赖茨，阿恩斯格林（包括比纳，但不包括奥伊本贝格）、贝恩斯格林（包括弗罗乔和申布伦）和珀尔维茨（包括多比亚和沃尔夫斯海恩）并入市镇措伊伦罗达-特里伯斯。